# Laniarius holomelas
El bubú montano oriental (Laniarius holomelas) es una especie de ave paseriforme de la familia Malaconotidae endémica de las montañas del noroeste de la región de los Grandes Lagos de África. Anteriormente se consideraba una subespecie del bubú montano occidental (Laniarius poensis).

## Distribución y hábitat
Se encuentra en las montañas que se extienden por Ruanda, Burundi, el extremo oriental de la República Democrática del Congo y el oeste de Uganda. Su hábitat natural son los bosques húmedos tropicales de montaña.